# Église Saint-Mélar de Lanmeur
L'église Saint-Mélar est une église catholique située à Lanmeur, en France.

## Localisation
L'église est située dans le département français du Finistère, sur la commune de Lanmeur.

## Historique
L’église est dédiée à saint Mélar, selon la légende héritier légitime du trône de Cornouaille, assassiné et spolié par son oncle Rivod.
Au dernier quart du Xe siècle, Juhel Beranger, comte de Rennes, tient sa cour à Lanmeur (Lanmurmeler), présence attestée par une charte. On peut envisager qu’il finance la construction de la crypte et de l’église d’origine, mécénat de prestige face à l’essor de la dynastie cornouaillaise rivale,. ( Le fait que le comte de Rennes tienne sa cour à Lanmeur , n'affirme en rien qu'il soit le financeur de la première phase romane ) .
Des témoignages confirment que l’église conservait des parties romanes jusqu’à sa destruction en 1902, peut-être une partie de la nef et l’abside occidentale, mais une photographie de l’époque de J.Marzin montre un chevet plat, sans abside.
L’église romane maintes fois remaniée est remplacée en 1904 par un édifice néo-roman en croix latine dessiné par l´architecte Ernest. La reconstruction a préservé la crypte romane sous le chœur (Xe siècle) et le portail méridional du XIIe-XIIIe siècle réemployé dans le nouvel édifice. Sa curieuse porte pentagonale s’inscrit dans un arc de plein cintre retombant sur des impostes et chapiteaux sculptés. Une photographie ancienne le montre dans son emplacement d’origine, un peu décentré au fond d’un porche.

L'édifice est classé au titre des monuments historiques en 1862.

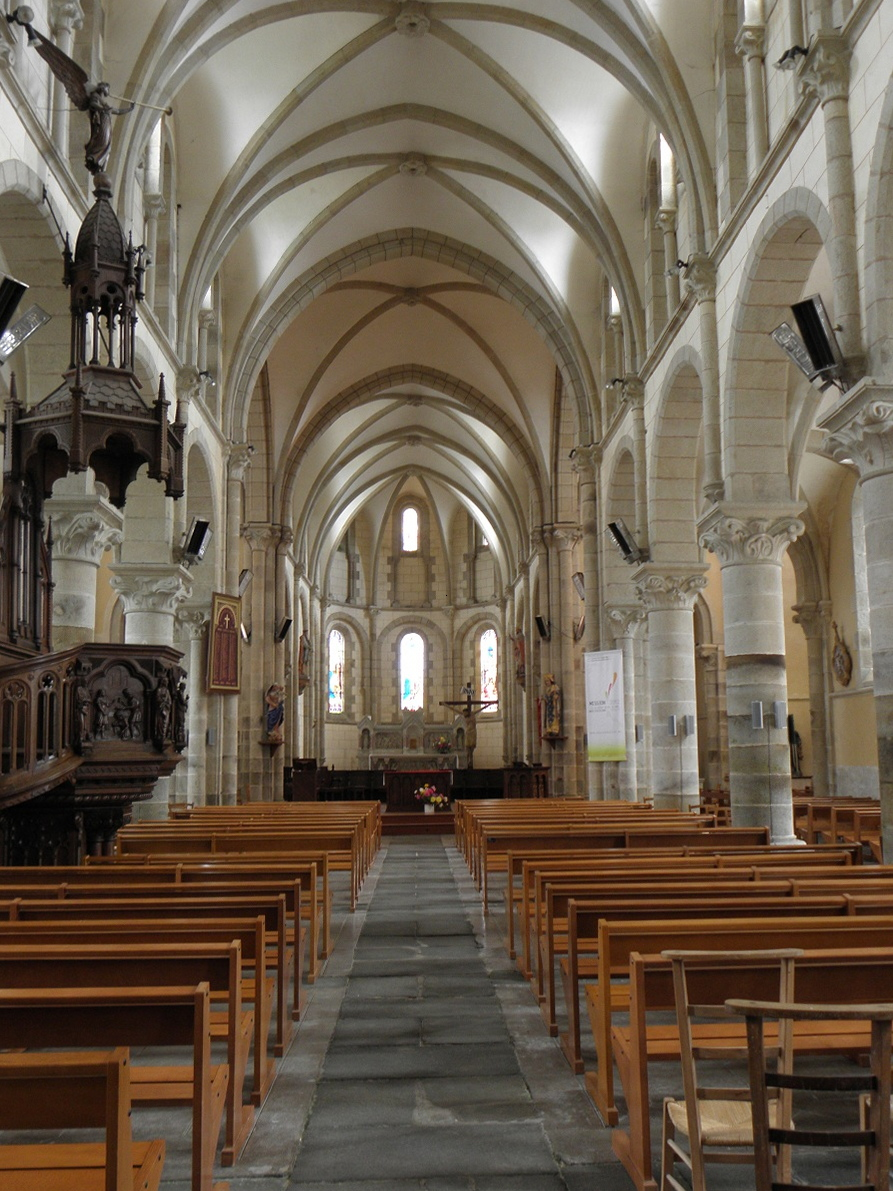
Intérieur de l'église
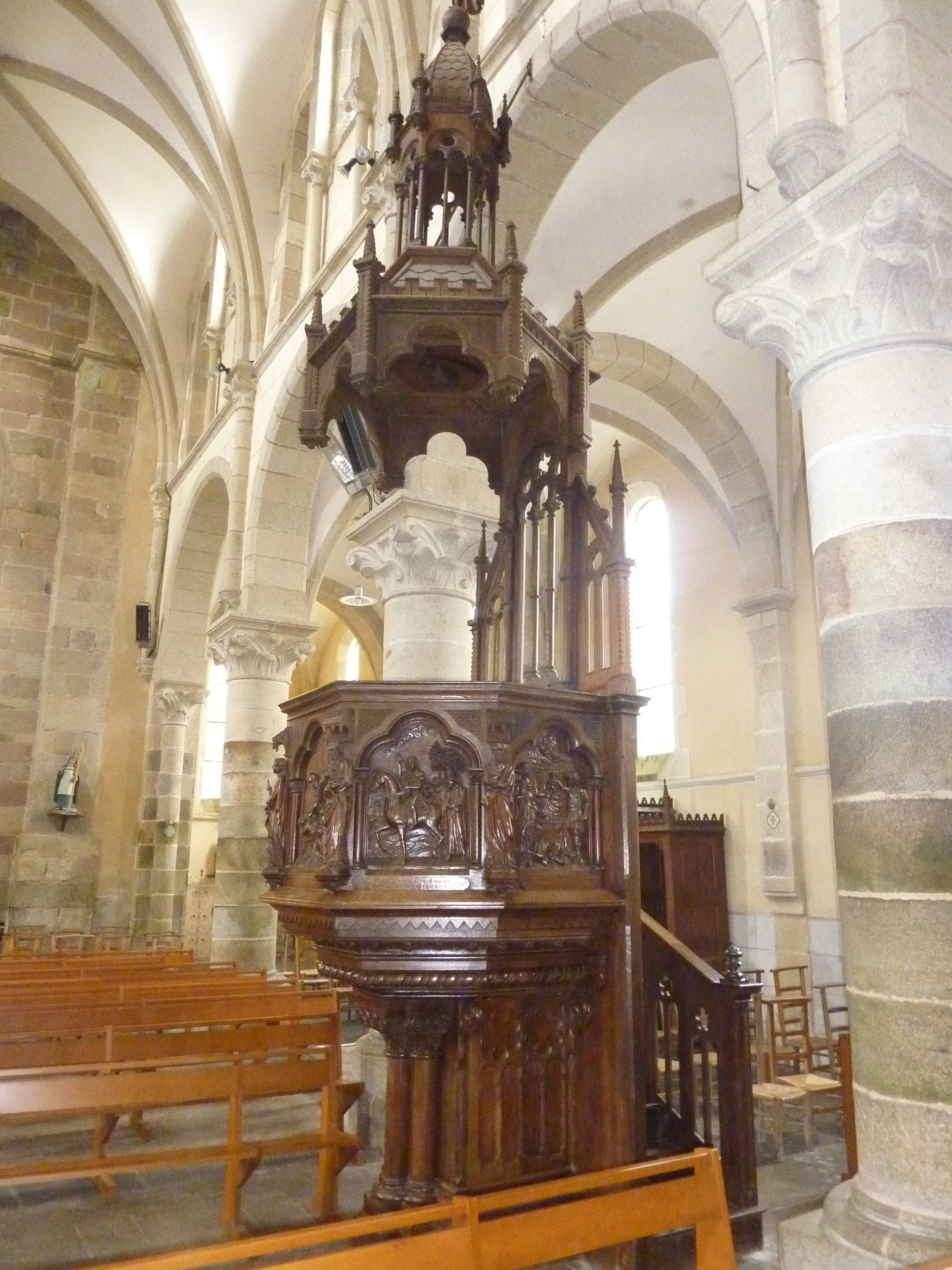
Chaire

## Description de la crypte

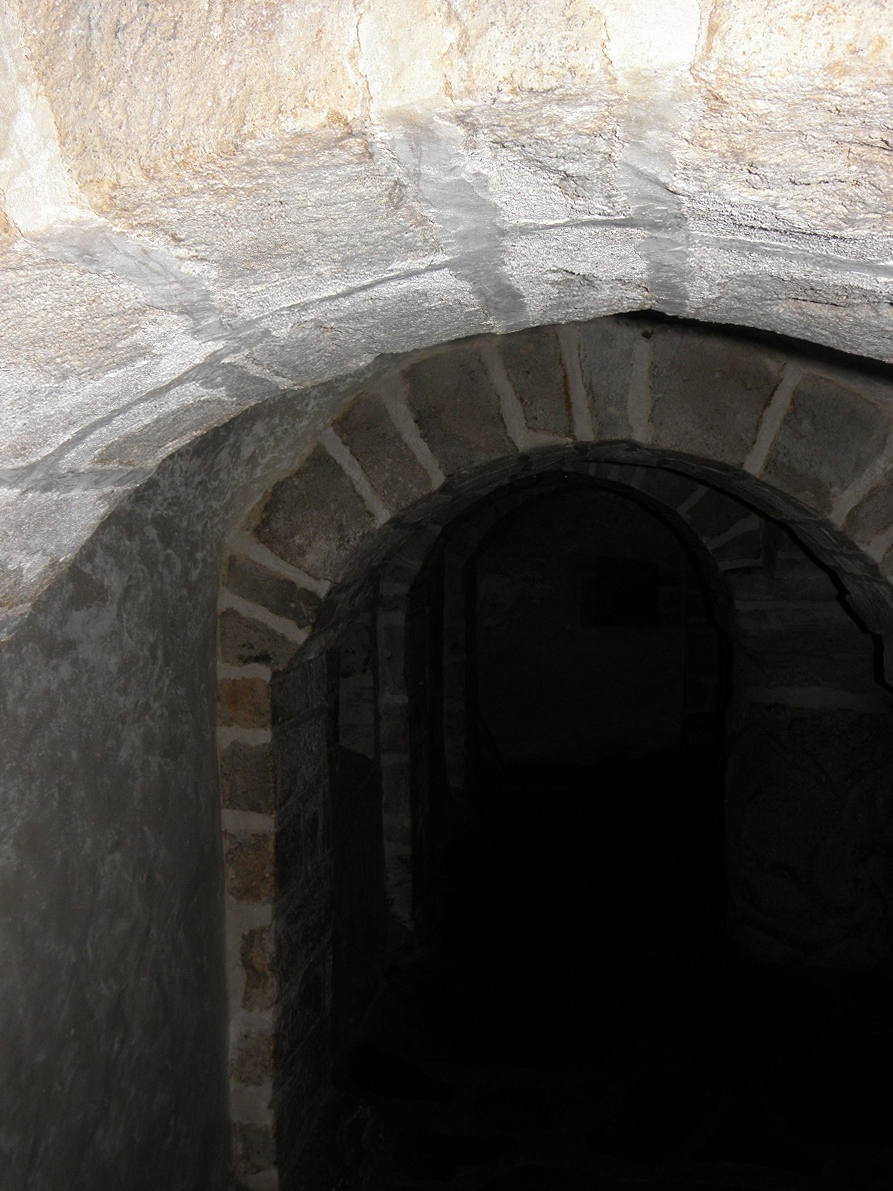
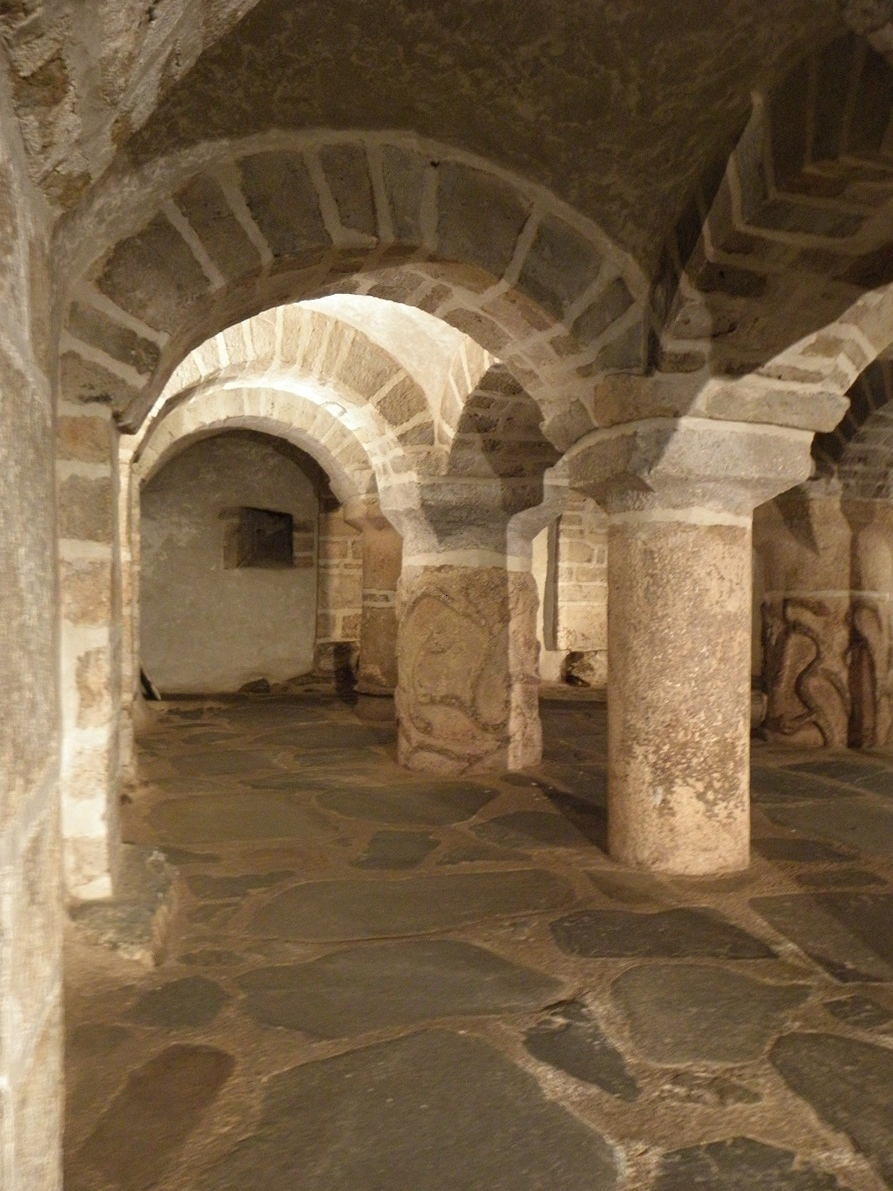
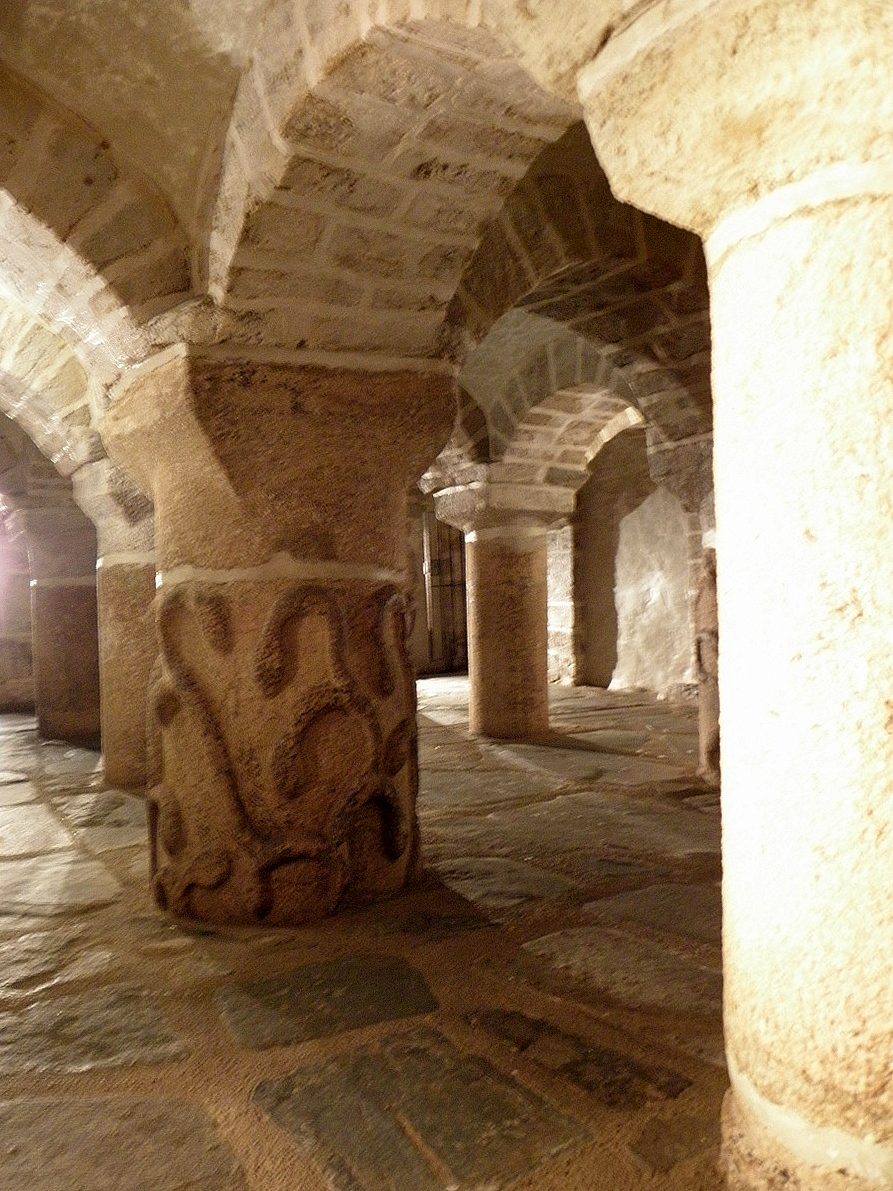
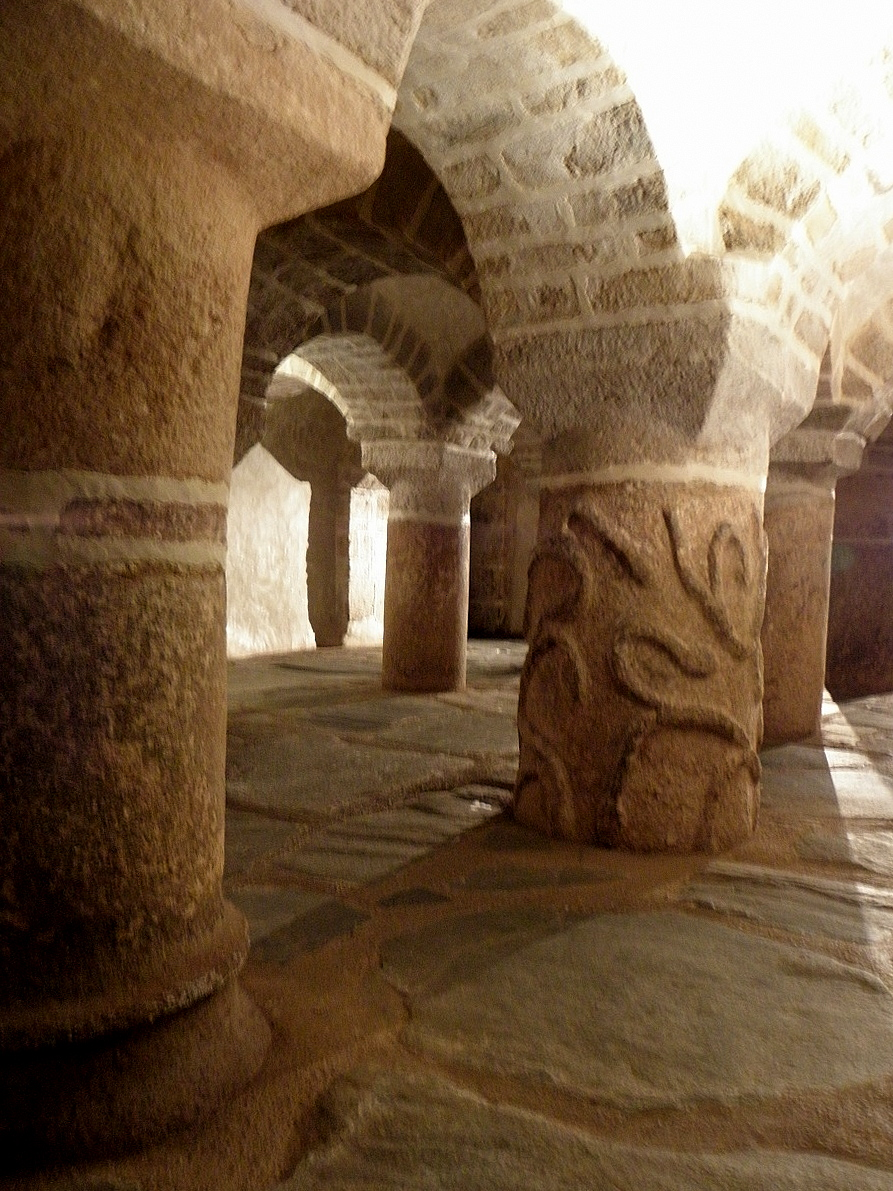

C’est un rectangle de 8,78 mètres par 5,07 mètres, divisé en trois vaisseaux par deux rangées de quatre épaisses colonnes à tambours monolithes reliées entre elles par des arcs surbaissés à simple rouleau. Il est couvert de voûtes sommaires, entre coupoles et voûtes d’arêtes, qui atteignent 1,97 mètre depuis le sol. Celles-ci ont connu une réfection, possiblement lorsque le chœur de l'église a été modifié vers 1540-1550. Le pavage date du XVIIe siècle. Originellement, deux accès, un au nord et un au sud, obstrué peu après 1790 d’après une monnaie retrouvée sous les pierres de rebouchage. 
Près de la porte nord se trouve un bassin en demi-cercle créé au XVIIe siècle pour résoudre des problèmes hydrauliques, la crypte étant régulièrement inondée par les eaux d'infiltration. Construit sur une zone très humide, l’édifice était  inondé régulièrement tous les printemps (30 cm d’eau) jusqu’en 1967, installation du tout-à-l’égout. Des fouilles ont mis au jour sous le dallage un réseau de drainage contemporain de l’édification (il passe partiellement sous les piliers). Cette eau à la provenance vue comme mystérieuse fit l'objet d'une vénération populaire sous le nom de fontaine Saint-Mélar.
La crypte doit sa notoriété aux deux colonnes situés entre la deuxième et la troisième travée. Elles portent une décoration exceptionnelle dans l'art roman. Autour de leur tronc s’enroulent des motifs végétaux en ronde-bosse qui se ramifient et se terminent par des têtes ovoïdes. Ils ont fait l’objet d’interprétations multiples : algues, hydres, serpents... Il pourrait s’agir de plants de vignes, symbolisme classique lié au sang d’un martyr : la crypte était destinée à recevoir les reliques de saint Mélar (celles-ci ayant été très dispersées, seul un fragment était vénéré à Lanmeur). Les pèlerins pouvaient les apercevoir de l’extérieur par huit "fenestrellae" bouchées par la suite mais encore bien visibles, l'édifice n'étant alors pas enterré. Les motifs des colonnes de Lanmeur s'apparentent par leur stylisation aux représentations de plants de vignes figurant dans des enluminures du Haut Moyen-Âge et sur la tapisserie de Bayeux.  